# Arlington (Texas)
Arlington és una ciutat ubicada al Comtat de Tarrant a l'estat de Texas, Estats Units d'Amèrica, de 367.197 habitants i amb una densitat de poc més de 1.400 habitants per km². Arlington és la setena ciutat més poblada del seu estat i la cinquantena del país. Forma part de l'àrea metropolitana de Dallas.

## Ciutats agermanades
- Bad Königshofen im Grabfeld, Alemanya